# Юрасов, Александр Николаевич
Александр Николаевич Юрасов (07.10.1951, Клушино — 28 марта 2015, Москва) — советский лыжник, специализировавшийся на длинных и марафонских дистанциях, двукратный призёр чемпионата СССР. Мастер спорта СССР международного класса.

## Биография
Представлял спортивное общество «Динамо» и город Москву. Неоднократно становился чемпионом и призёром первенства Москвы, первенств Всесоюзного и московского совета «Динамо».
На чемпионате СССР 1974 года, проходившем в рамках зимней Спартакиады народов СССР, стал серебряным призёром в гонке на 50 км и бронзовым призёром в эстафете 4×10 км в составе сборной Москвы.
В составе сборной СССР принимал участие в международных марафонских соревнованиях. В гонке Васалоппет в 1975 году финишировал четвёртым, а в 1980 году — вторым. В 1980 году в забеге «Кёниг Людвиг Лауф» (ФРГ) на дистанции 90 км занял четвёртое место, а в 1981 году на этой же дистанции стал одним из семи победителей. По итогам 1980 года стал победителем общего зачёта сверхмарафонского Кубка Европы (Euroloppet).
После окончания спортивной карьеры работал тренером в обществе «Динамо», пограничном училище КГБ СССР, лыжной базе Северного административного округа Москвы. Входил в состав президиума Федерации лыжных гонок города Москвы.
Скончался в конце марта 2015 года, похоронен в Зеленограде. В 2017 году в Северном округе Москвы проведены соревнования памяти Александра Юрасова.